# St. Salvator zur Schmerzhaften Muttergottes (Rötz)

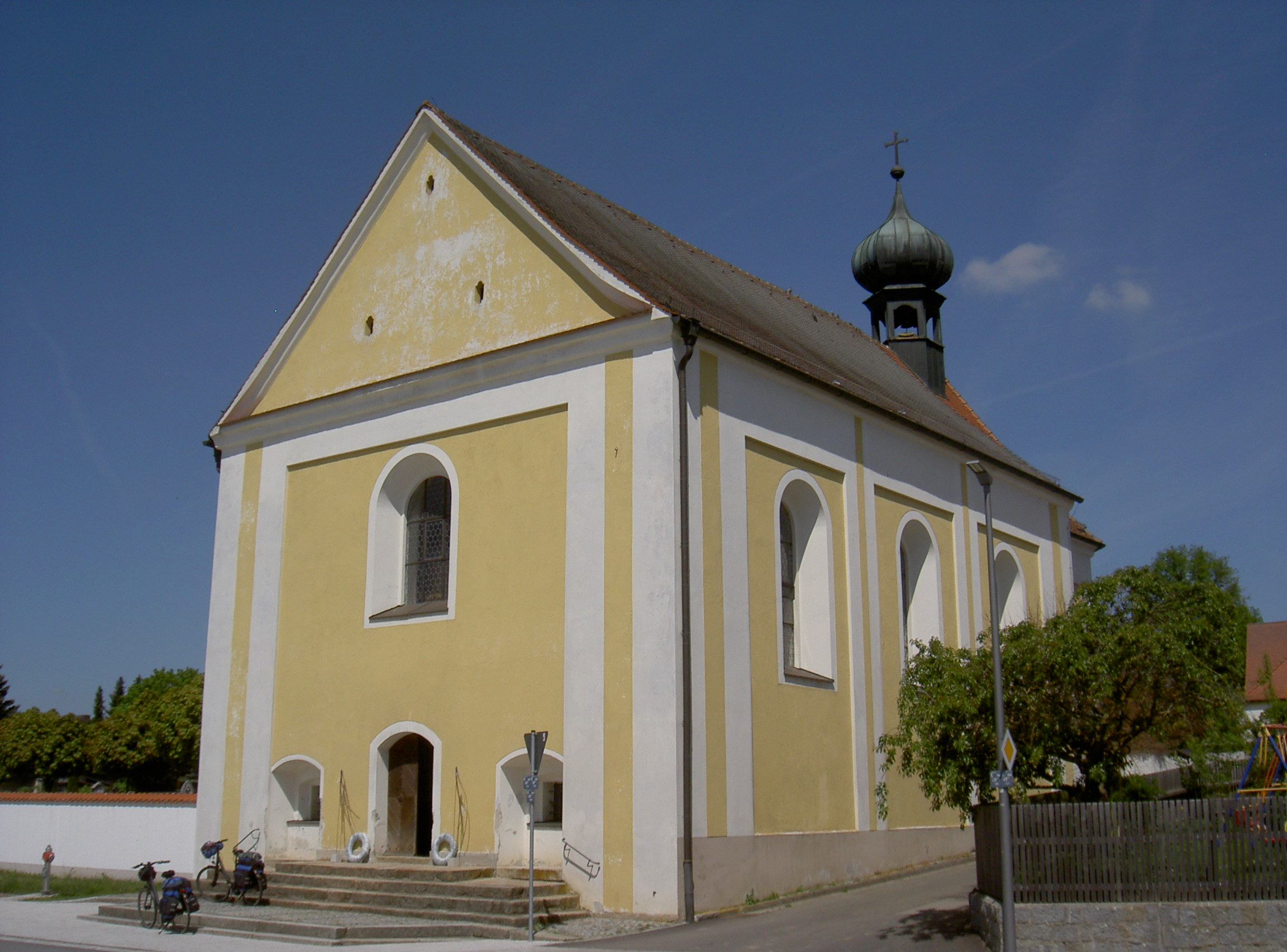
St. Salvator zur Schmerzhaften Muttergottes (Rötz)

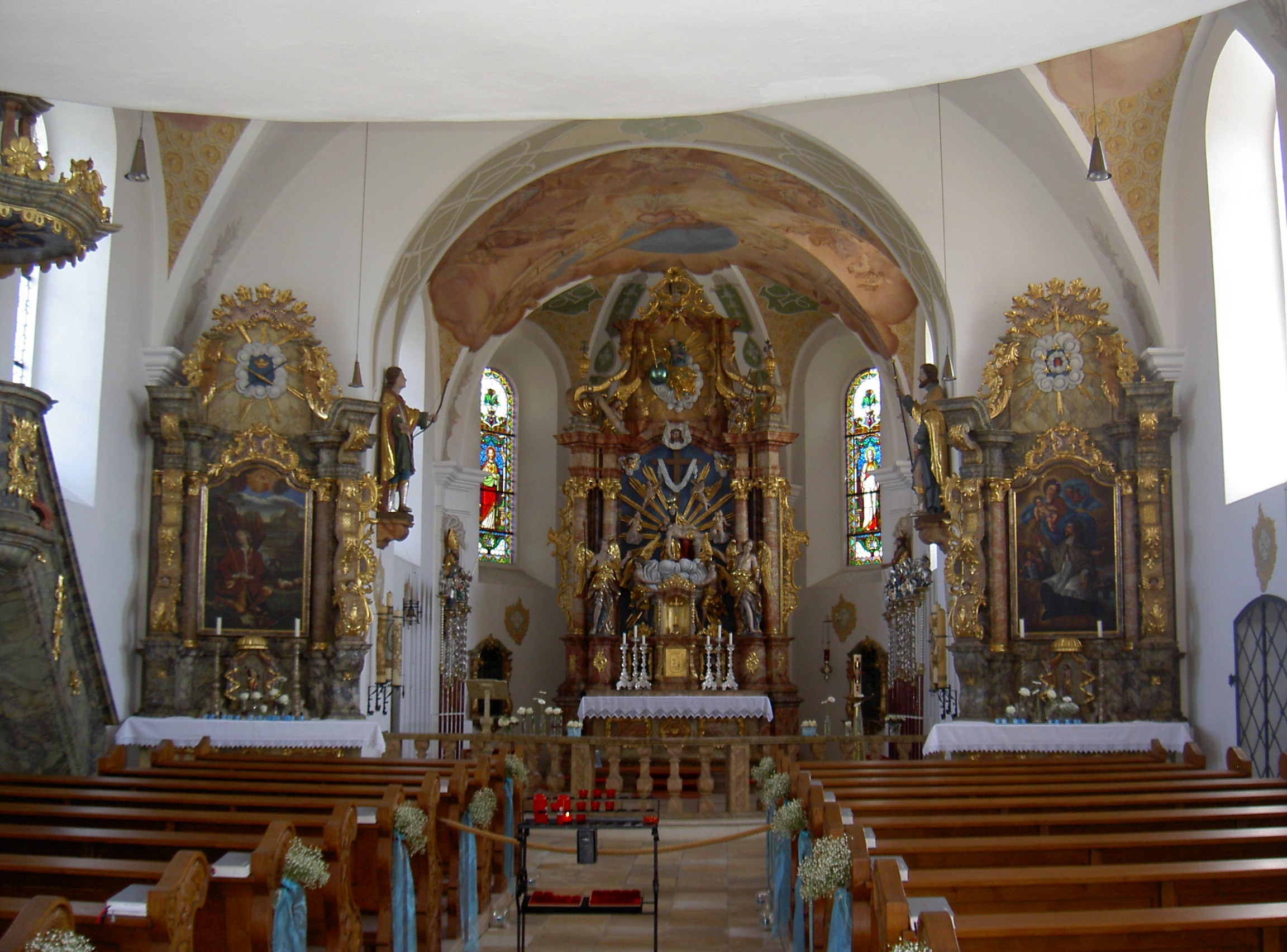
Innenansicht

Die römisch-katholische, denkmalgeschützte Friedhofskirche St. Salvator zur Schmerzhaften Muttergottes steht auf dem Friedhof von Rötz, einer Landstadt im Landkreis Cham in der Oberpfalz. Die Kirche gehört zum Bistum Regensburg. Das Bauwerk ist unter der Denkmalnummer D-3-72-154-5 als Baudenkmal in die Bayerische Denkmalliste eingetragen.

## Beschreibung
Die giebelständige, spätbarocke Saalkirche wurde 1750–54 als Votivkirche erbaut. Sie besteht aus einem Langhaus, das mit einem Satteldach bedeckt ist und einem eingezogenen, dreiseitig geschlossenen Chor im Norden, aus dessen Dach sich ein sechseckiger Dachreiter erhebt, der mit einer Zwiebelhaube bedeckt ist. Das Portal befindet sich in der Fassade im Süden, das über eine Freitreppe erreicht wird. 
Der Innenraum ist mit einem Stichkappengewölbe über toskanischen Pilastern überspannt. Die Deckenmalerei ist 1756 entstanden, u. a. wurden die vier Evangelisten in den Stichkappen dargestellt. Zur Kirchenausstattung gehören der Hochaltar, zwei Nebenaltäre und die Kanzel, die um 1754 gebaut wurden. Am Chorbogen stehen die lebensgroßen Statuen des heiligen Sebastian und des heiligen Rochus, die ursprünglich den Hochaltar flankierten. Auf der Empore steht eine Orgel, die aus der Pfarrkirche in Hiltersried stammt.